# Robert Bros
Robert Bros, né à Boulogne-Billancourt le 1er juillet 1902 et mort le 21 novembre 1968 à Neuilly-sur-Seine, est un sculpteur français.

## Biographie
Élève de l'atelier Bernard Palissy, membre de la Société nationale des beaux-arts, il expose au Salon des artistes français de 1929 un plâtre, Sérénité et un bronze, Portrait de fillette. 